# Mistrzostwa Polski w Judo 1972
16. edycja Mistrzostw Polski w judo odbyła się w dniach 27 – 29 października 1972 w Gdańsku. W zawodach rywalizowali tylko mężczyźni.

## Medaliści  mistrzostw Polski

### mężczyźni
| Konkurencja: | Złoto:                               | Srebro:                              | Brąz:                                                               |
| -63 kg       | Kazimierz Gwizdała Wybrzeże Gdańsk   | Jan Operacz ROW Rybnik               | Stanisław Natan Lotnik Warszawa Witold Kustra Wybrzeże Gdańsk       |
| -70 kg       | Wacław Czarnecki Wybrzeże Gdańsk     | Marian Tałaj Gwardia Koszalin        | Janusz Szatar Gwardia Wrocław Władysław Surówka Flota Gdynia        |
| -80 kg       | Adam Adamczyk Gwardia Warszawa       | Adam Kurzeja AZS-AWF Warszawa        | Antoni Reiter Wybrzeże Gdańsk Wiesław Chaberski Flota Gdynia        |
| -93 kg       | Edward Suchan Wisła Kraków           | Wojciech Dworczyński Wisła Kraków    | Zbigniew Bielawski AZS-AWF Wrocław Jerzy Firkowicz Wybrzeże Gdańsk  |
| +93 kg       | Władysław Gnarowski Gwardia Warszawa | Jarosław Paszkiewicz Gwardia Wrocław | Waldemar Zausz Gwardia Wrocław Ryszard Urbanowicz AZS-AWF Wrocław   |
| open         | Ksawery Borowik AZS-AWF Wrocław      | Włodzimierz Lewin AZS-AWF Warszawa   | Janusz Gałecki Gwardia Koszalin Bolesław Mackiewicz Gwardia Wrocław |